# Arie Luyendyk
Arie Luyendyk (nacido Arie Luijendijk; Sommelsdijk, Países Bajos, 21 de septiembre de 1953) es un piloto de automovilismo de velocidad neerlandés que se destacó en monoplazas y resistencia. Ganó las 500 Millas de Indianápolis de 1990 y 1997, las 24 Horas de Daytona de 1998 y las 12 Horas de Sebring de 1989. Asimismo, resultó sexto en la CART 1991 y la Indy Racing League 1996/97, logrando en total siete triunfos y 18 podios entre ambas categorías.
Es uno de los automovilistas más importantes de su país, lo cual le valió tener una curva del Circuito de Zandvoort con su nombre. Su hijo, Arie Luyendyk Jr., también es piloto de monoplazas, y fue piloto del equipo de su padre en las 500 Millas de Indianápolis de 2006.

## Primeros años
Luego de iniciarse en el automovilismo holandés, Luyendyk fue campeón de la Fórmula Super Vee Europea en 1977 y compitió en Fórmula 3. Se mudó a Estados Unidos en 1984, año en que ganó el campeonato de Fórmula Super Vee de ese país. También debutó en la serie CART con un octavo puesto corriendo para Bettenhausen. Compitió para ese equipo de manera titular las dos siguientes temporadas, cosechando un quinto lugar y varios sextos y séptimos y resultando 18º y 17º en la tabla final. Su actuación en 1985 le valió le título de Novato del Año de la categoría y Novato del Año de las 500 Millas de Indianápolis.
Hemelgarn contrató a Luyendyk en 1987. Terminó tercero en una carrera y cuatro en cuatro, lo cual le permitió finalizar séptimo en el campeonato. En 1988 pasó a correr para Dick Simon. Consiguió una segunda colocación pero una seguidilla de siete abandonos más otros tres lo relegó a la 14.ª posición final. Repitió equipo en 1989; con un tercer lugar, un cuarto y nueve arribos en zona de puntos lo dejaron en la décima colocación final.

## Éxitos y declive en la CART (1990-1995)
En 1990, Luyendyk pilotó para Shierson y ganó por primera vez las 500 Millas de Indianápolis, la primera vez que lo lograba un europeo desde la invasión británica de la década de 1960. Con varios quintos y sextos puestos pero ningún otro podio, el holandés culminó octavo en el certamen. Luyendyk cambió de equipo nuevamente en 1991 al unirse a Granatelli. Resultó vencedor en Phoenix y Nazareth y sumó tres podios, entre ellos un tercer lugar en Indianápolis. así, terminó la temporada en sexto lugar, su mejor resultado en la CART.
Luyendyk disputó únicamente dos carreras de la CART en 1992, Indianápolis y Míchigan por el equipo Ganassi, y abandonó en ambas. En 1993 corrió la temporada completa para el equipo. Llegó segundo en Indianápolis pero quinto o mejor en únicamente cinco carreras, lo cual le significó quedar en la octava colocación final. Luyendyk recaló en el equipo Indy Regency Racing en 1994. Con él puntuó en apenas tres carreras y finalizó 17º en el campeonato. En 1995 corrió dos carreras para Menard: abandonó en Phoenix y fue séptimo en Indianápolis.

## Indy Racing League (1996-2002)

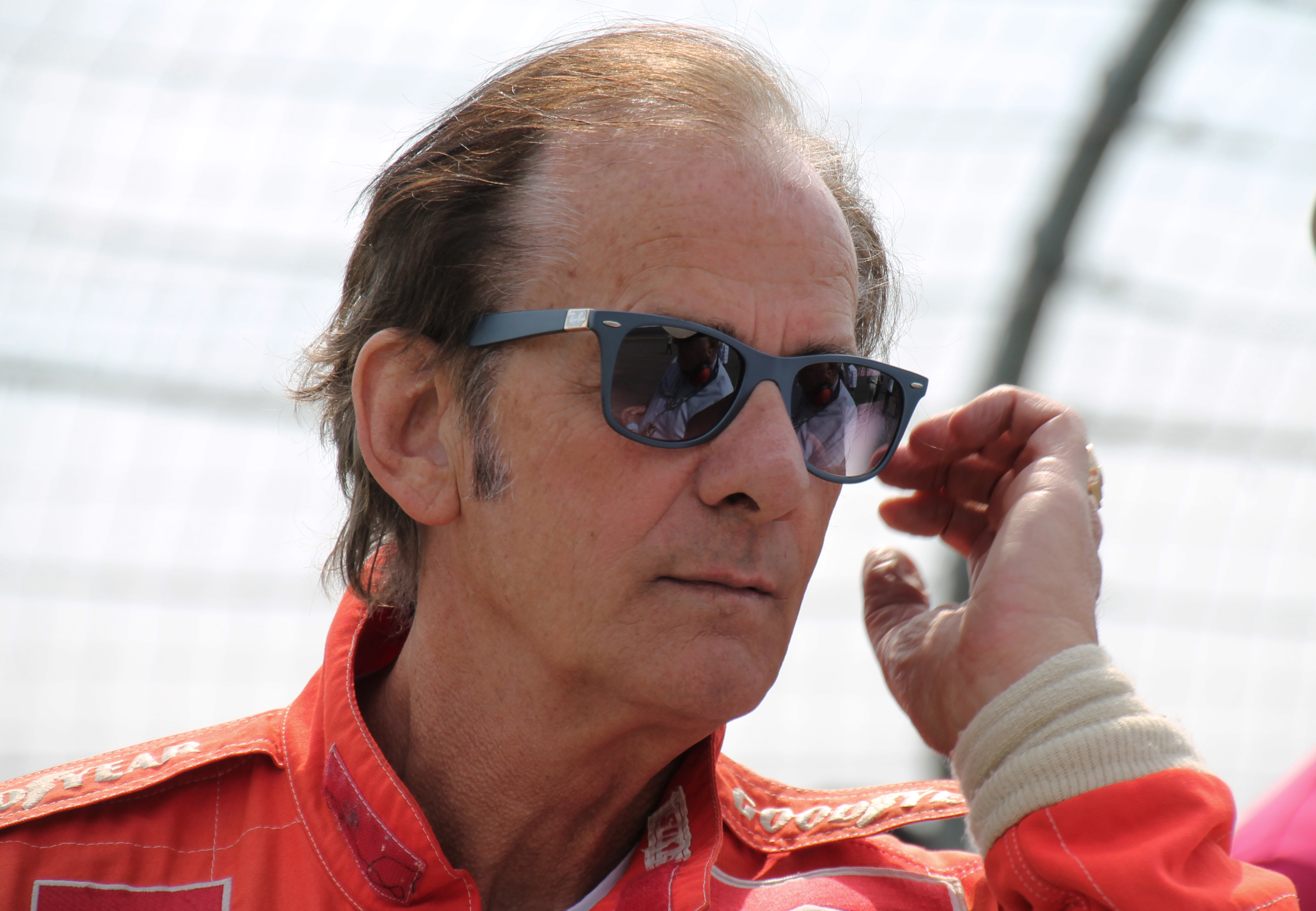
Luyendyk, 2015

En 1996, Luyendyk decidió continuar compitiendo en Indianápolis al sumarse al nuevo certamen, la Indy Raicng League (luego IndyCar Series), eligiendo Treadway como su equipo. Ganó la fecha de Phoenix en la temporada 1996 y abandonó en las otras dos, lo cual le bastó para quedar séptimo. En Indianápolis marcó los récords de vuelta históricos, con 236,986 mph (381,392 km/h) de promedio en las cuatro vueltas en clasificación y una vuelta de 239,260 mph (385,052 km/h) en tanda de entrenamientos.
En la temporada 1996/97, Luyendyk ganó por segundo vez en Indianápolis, venció en la carrera inaugural de Texas Motor Speedway, abandonó en seis de las diez fechas y finalizó sexto. En 1997 también corrió su última carrera en la CART al abandonar en Fontana. La temporada 1998 de la Indy Racing League la concluyó octavo con una última victoria como piloto de tiempo completo en Las Vegas. No obstante, Luyendyk retornó a Indianápolis en 1990, 2001, 2002 y 2003, así como en Míchigan en 2002.

## Vida personal
Está casado con Mieke Luyendyk y tiene tres hijos, Arie Jr. y los gemelos Alec y Luca.